# Wolfsgrub (Neukirchen-Balbini)
Wolfsgrub ist ein Ortsteil des Marktes Neukirchen-Balbini im Landkreis Schwandorf des Regierungsbezirks Oberpfalz im Freistaat Bayern.

## Geografie
Wolfsgrub liegt auf dem Nordosthang des 540 Meter hohen Steinbühls, 3 Kilometer nordwestlich von Neukirchen-Balbini und 1 Kilometer südwestlich der Staatsstraße 2040. Östlich von Wolfsgrub fließt der Kitzenrieder Bach nach Norden der Schwarzach zu.

## Geschichte
Wolfsgrub (auch: Wolflawt, Wolffsgrub, Wolfsgrueb) wurde im Herzogsurbar von 1285 als zum Amt Nittenau gehörig verzeichnet. Es fehlt im Herzogsurbar von 1326, wo das Amt Nittenau unter dem Amt Wetterfeld aufgeführt wurde. Im Walderbacher Salbuch von 1462 wurde Wolfsgrub mit einer Steuer von 1 Henne erwähnt. Später gehörte Wolfsgrub dann zum Amt Neunburg vorm Wald.
Neunburg wurde zu Beginn des 16. Jahrhunderts in ein Inneres und ein Äußeres Gericht unterteilt. Das Innere Gericht umfasste den Ostteil des Gebietes und das Äußere Gericht den Westteil. Die Grenze zwischen Innerem und Äußerem Gericht verlief von Norden nach Süden: Die Ortschaften Oberauerbach, Fuhrn und Taxöldern gehörten zum Äußeren Amt, während Grasdorf, Luigendorf und Pingarten zum Inneren Amt gehörten. Wolfsgrub gehörte zum Inneren Amt. Laut Musterungsregister hatte es 1572 2 Mannschaften.
Wolfsgrub hatte laut Amtsverzeichnis von 1622 2 Höfe. 1661 hatte Wolfsgrub 1 Hof, 1 Pferd, 9 Rinder, 1 Schwein. 1783 wurde Wolfsgrub als Einöde erwähnt. 1797 zahlte Wolfsgrub Geld- und Naturalzins von 1 Hof zum Kloster Walderbach. 1808 hatte Wolfsgrub 2 Anwesen. Eigentümer waren Fuchs und Söltl.
1808 wurde die Verordnung über das allgemeine Steuerprovisorium erlassen. Mit ihr wurde das Steuerwesen in Bayern neu geordnet und es wurden Steuerdistrikte gebildet. Dabei kam Wolfsgrub zum Steuerdistrikt Kleinwinklarn. Der Steuerdistrikt Kleinwinklarn bestand aus den Ortschaften Kleinwinklarn mit 15 Anwesen, Boden mit 10 Anwesen, Jagenried mit 8 Anwesen, Kitzenried mit 7 Anwesen, Poggersdorf mit 5 Anwesen, Wolfsgrub mit 3 Anwesen, Etzmannsried mit 2 Anwesen, Stadlhof mit 1 Anwesen.
1820 wurden im Landgericht Neunburg vorm Wald Ruralgemeinden gebildet. Dabei kam Wolfsgrub zur Ruralgemeinde Kleinwinklarn. Zur Ruralgemeinde Kleinwinklarn gehörten die Dörfer Kleinwinklarn mit 14 Familien und Kitzenried mit 8 Familien, der Weiler Wolfsgrub mit 2 Familien und die Einöde Kleinwinklarnermühle mit 1 Familie.
Im Zuge der Gebietsreform in Bayern wurde 1972 die Gemeinde Kleinwinklarn aufgelöst und die Gemeindeteile Kitzenried und Wolfsgrub wurden nach Neukirchen-Balbini eingemeindet. Kleinwinklarn und Oberlangenried wurden nach Neunburg vorm Wald umgegliedert.
Wolfsgrub gehört zur Pfarrei Penting. 1997 hatte Wolfsgrub 20 Katholiken.

## Einwohnerentwicklung ab 1809
| Jahr | Einwohner  | Gebäude |
| ---- | ---------- | ------- |
| 1809 | 15         | k. A.   |
| 1820 | 2 Familien | k. A.   |
| 1838 | 21         | 3       |
| 1861 | 28         | 9       |
| 1871 | 25         | 10      |
| 1885 | 26         | 3       |
| 1900 | 21         | 3       |

| Jahr | Einwohner | Gebäude |
| ---- | --------- | ------- |
| 1913 | 14        | 3       |
| 1925 | 15        | 3       |
| 1950 | 16        | 3       |
| 1961 | 16        | 3       |
| 1970 | 17        | k. A.   |
| 1987 | 19        | 4       |
| 2011 | 11        | k. A.   |

## Tourismus
Durch Wolfsgrub führen der Goldsteig, der Oberpfalzweg und der Oberpfälzer Seenland-Radweg.